# متحف ناصر قادر العروج للتراث
متحف ناصر قادر العروج للتراث أحد متاحف منطقة الجوف سكاكا , أسسه عادل بن محمد شمدين القادر، يضم المتحف مجموعة كبيرة من القطع والأدوات الأثرية والتراثية ويتميز الكثير منها بندرته وقدمه هو يمثل تراث منطقة الجوف وأدواتها القديمة وتتكون القطع الموجودة بهذا المتحف من أدوات القهوة والضيافة العربية كـالدلال والهاون أو النجر والمحماس والملقط ومبرد القهوة والشت وماكنة نفخ النار وغير ذلك .
ويحتوي المتحف على مجموعة من أدوات الحرب والسلاح كالبنادق والسيوف والخناجر والرماح وعدد من الصناديق التي تستخدمها النسوة قديما لتخزين الملابس والمستلزمات النسائية وتسمى تلك الصناديق السحاحير كما يضم المتحف مجموعة من الأواني النحاسية كالقدور والصياني والسحال وكذلك الأدوات الزراعية كالمحال والمحراث وكذلك الرحى لجرش الحبوب ويضم المتحف أدوات السقيا والترحال كما يضم مجموعة من العملات المتنوعة كما يضم أيضا مجموعة من المصنوعات الجلدية وكذلك الصوفية.